# Valle di Campovecchio
La Valle di Campovecchio, insieme alla Val Brandet, fa parte della Riserva Naturale delle Valli di Sant'Antonio, istituita nel 1983 dal comune di Corteno Golgi in provincia di Brescia.
È attraversata dal torrente Campovecchio, un tributario dell'Ogliolo.